# Eulophia alta
Eulophia alta är en orkidéart som först beskrevs av Carl von Linné, och fick sitt nu gällande namn av William Fawcett och Alfred Barton Rendle. Eulophia alta ingår i släktet Eulophia och familjen orkidéer. Inga underarter finns listade i Catalogue of Life.

## Bildgalleri

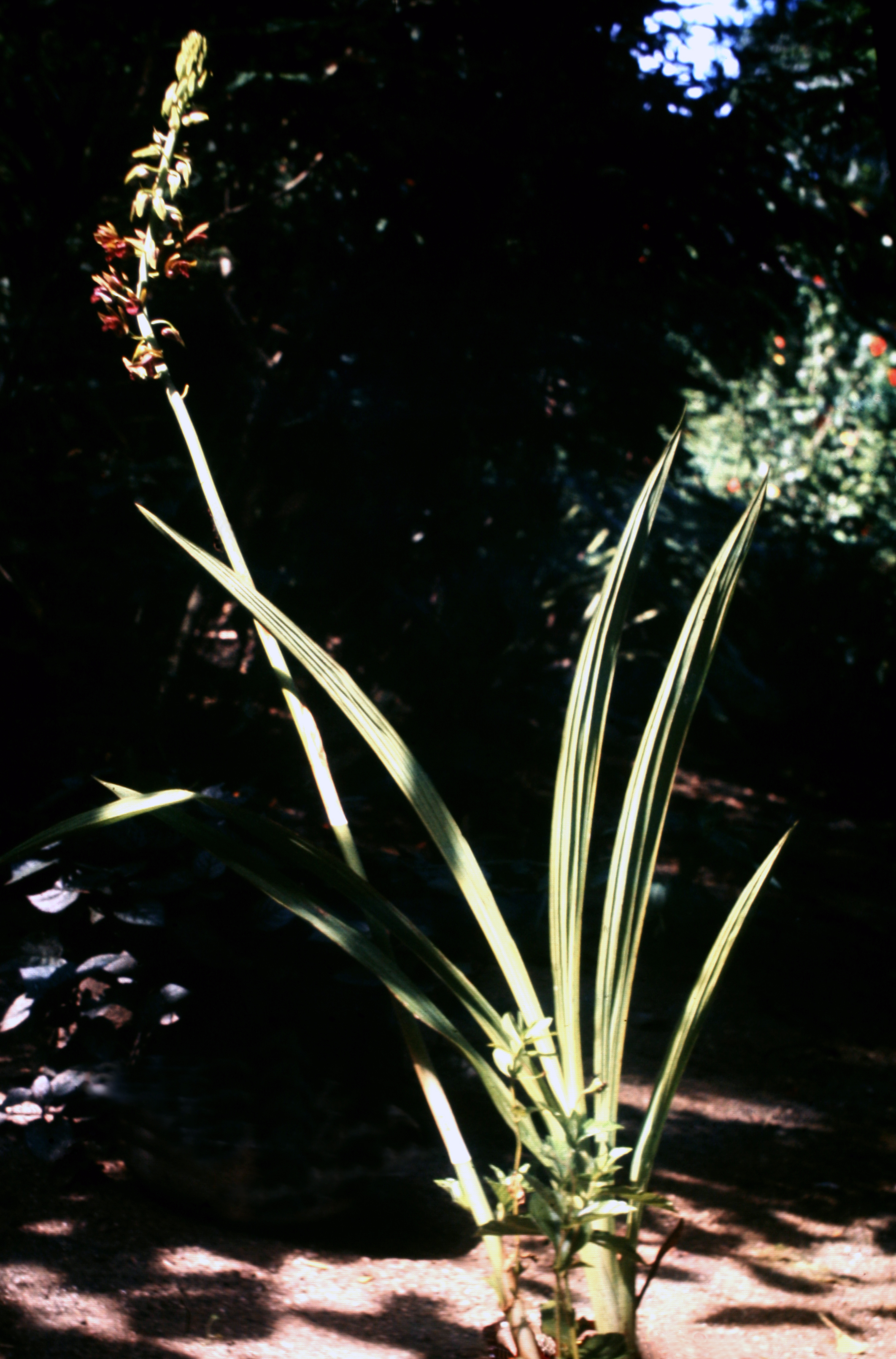
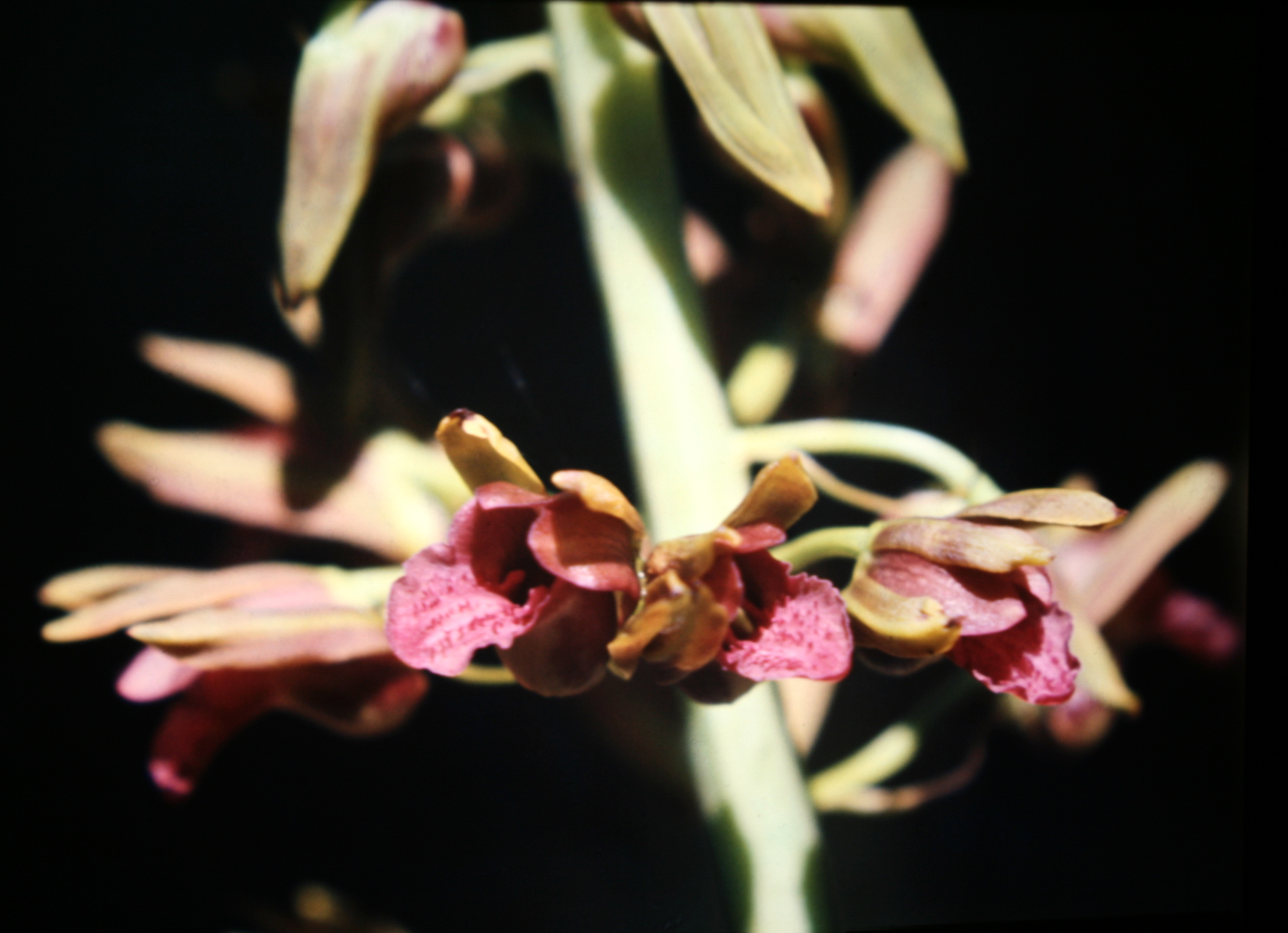
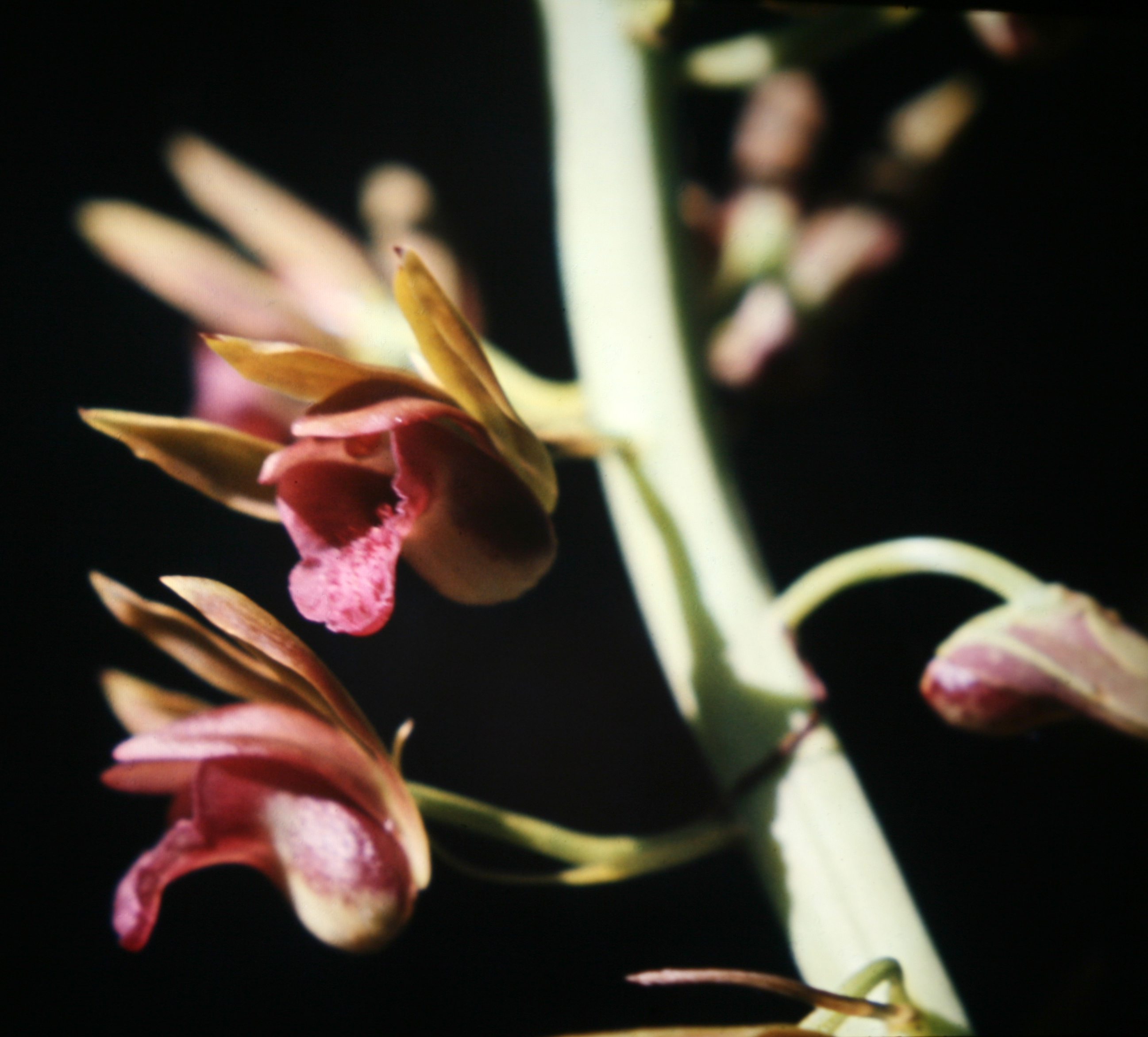
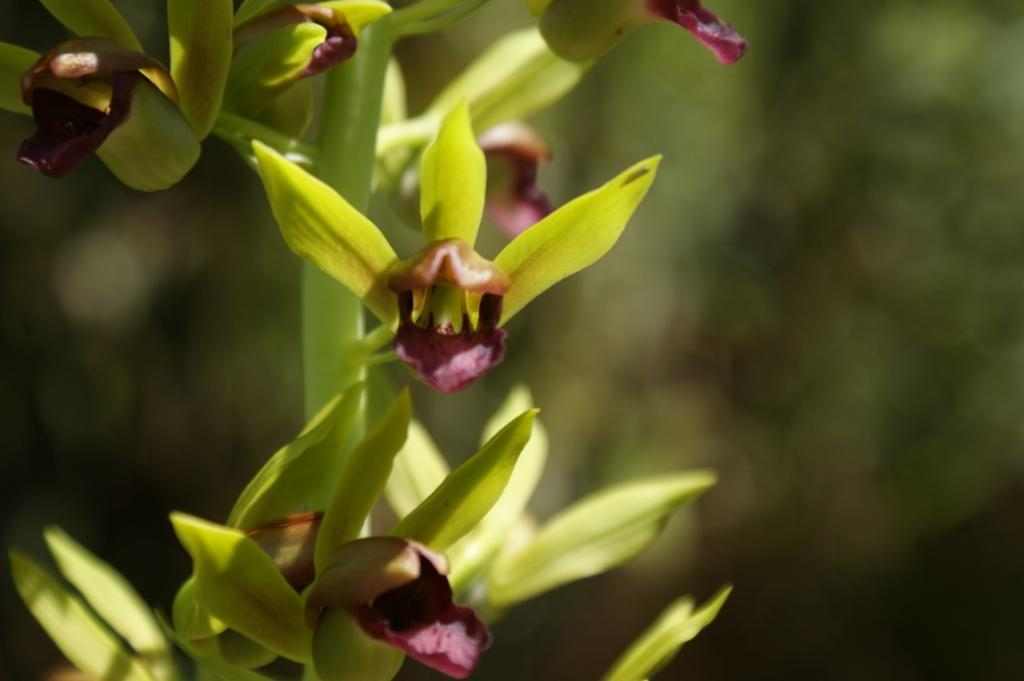
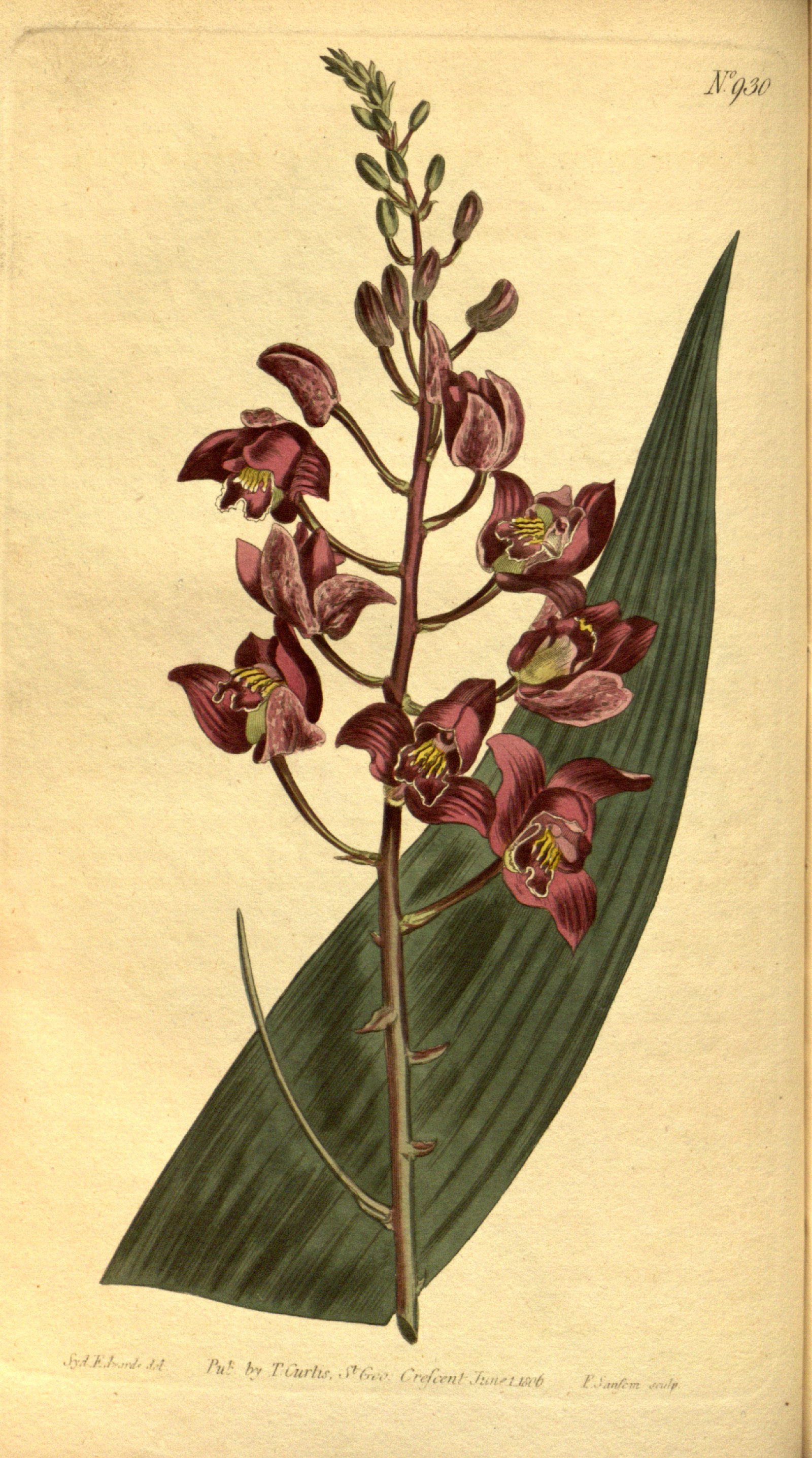
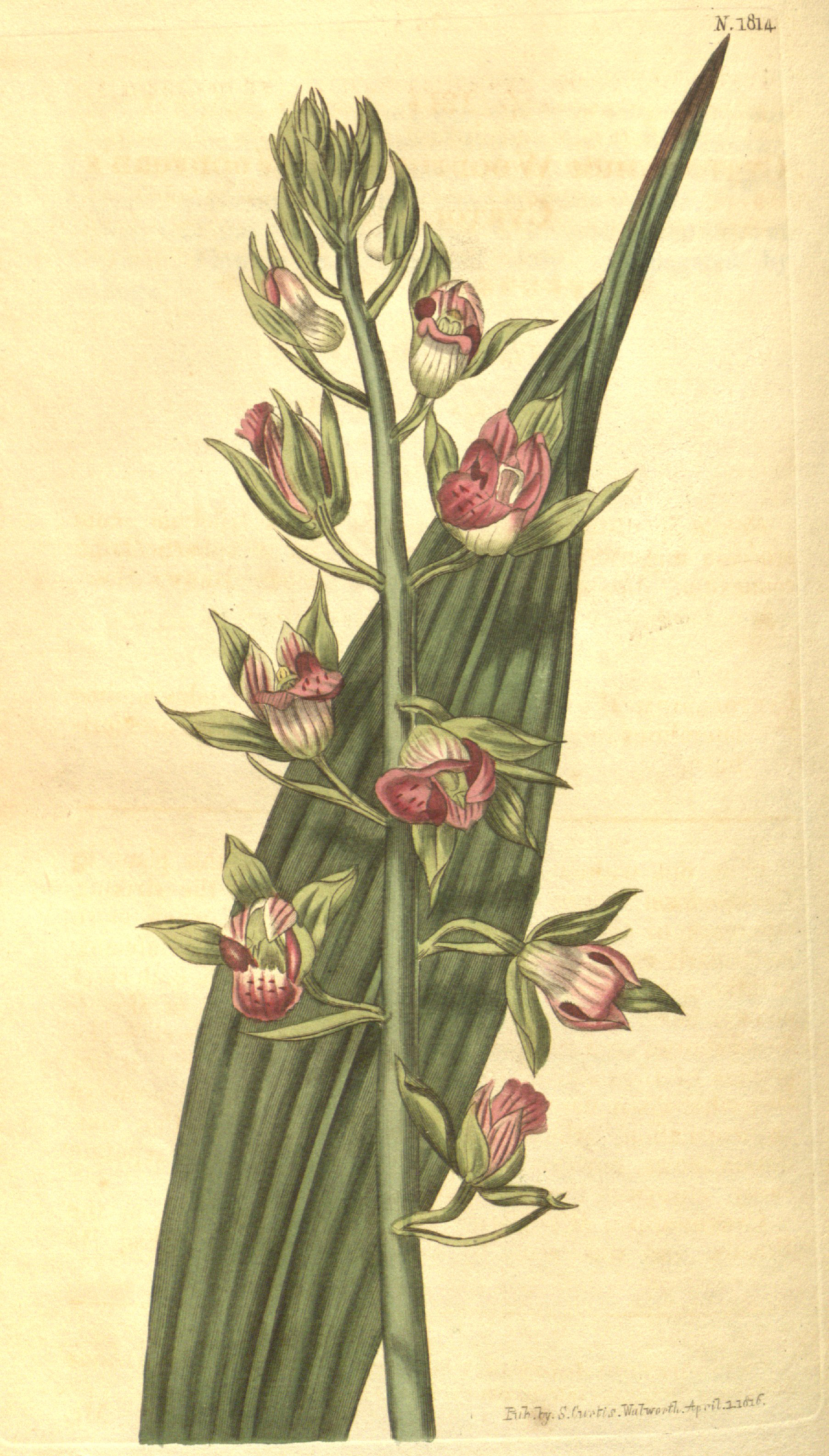